# Трагедия у перевала Сельке
Трагедия у перевала Сельке — случай массового надругательства (изнасилования и жестокого убийства) солдат атамана Анненкова над эвакуирующимися в Китай семьями оренбургских офицеров, которые также служили в анненковском отряде, произошедший в марте 1920 года в Восточном Казахстане на границе с Китаем.

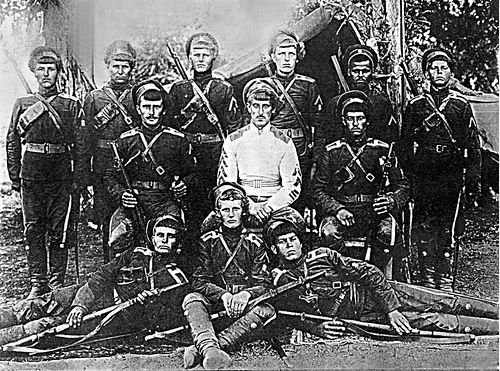
Атаман Б. В. Анненков со своим конвоем

## Предыстория
Зимой 1919—1920 гг. атаман Б. В. Анненков принял командование над частями генерал-лейтенанта Дутова, отступившими в Семиречье после поражения в сентябре 1919 под Актюбинском от Красной Армии. Дутов по указу атамана был назначен генерал-губернатором Семиреченской области. Однако приход дутовских частей не усилил, а скорее ослабил мощь белых в Семиречье, поскольку бо́льшая часть пришедших была больна тифом. Не способствовало усилению и разнузданное обращение анненковцев с дутовцами, включавшее многочисленные грабежи и насилия над ними. Один из оренбуржцев, попавших тогда в Семиречье, в своих воспоминаниях писал: «прислушавшись ко всем рассказам местных жителей, очевидцев, и судя по отношению Анненкова к Оренбуржцам, для нас стало ясно, что мы попали в самое после большевиков бесправное место, и если что атаману взбредёт в голову, то он с нами и сделает». Другой свидетель этих событий, белогвардейский капитан Соловьёв, будучи в китайской эмиграции, рассказывал: «…на первых же пикетах дутовцы увидели братский привет атамана, прибитый к стене: „Всякий партизан имеет право расстреливать каждого, не служившего в моих частях, без суда и следствия. Анненков“». Неприятно поразил видавших виды уральцев и террористический режим, установленный Анненковым в Семиречье, о чём рассказал тот же капитан Соловьёв: «Соприкоснувшись с жителями, дутовцы с чувством глубокого возмущения узнали о репрессиях брата-атамана. Они не хотели верить в растаскивание боронами (людей), в сбрасывание с обрывов и, только осмотрев раны уцелевших от избиений, убеждались в правде. Таких бесцельных жестокостей не творилось в далёких Оренбургских степях, они претили им <…> Разница в пайке и все те притеснения, коим подвергались дутовцы от брата-атамана, породили резкий антагонизм между разными по духу, по дисциплине, да и по развитию армиями…». Отбирая самое необходимое, Анненков в то же время отказывал дутовцам в снабжении боеприпасами. Как писал уже в Китае оренбуржский генерал А. С. Бакич, «все мои просьбы к Генералу Анненкову о снабжении патронами моих частей оставались безрезультатными, хотя таковые, впоследствии доставшиеся красным в Учарале, имелись в большом количестве». В другом своём письме, адресованном генералам Н. С. Анисимову, А. Н. Вагину и Г. М. Семёнову, Бакич отмечал, что «способ командования и порядки в партизанских частях атамана Анненкова, где не соблюдались основные требования военной службы, отрицались законность и порядок, допускались невероятные бесчинства и грабежи, как по отношению к мирному населению деревень и станиц, а равно и по отношению к чинам моего отряда, вследствие болезни не могущих постоять за себя, вызвало озлобление против партизан генерала Анненкова со стороны чинов моего отряда».
Несмотря на внушительную численность (примерно 7200 штыков и сабель при 6 орудиях), анненковская Партизанская дивизия была весьма слабой в военном отношении и была эффективна лишь в терроре местного населения. От приказов Колчака, который был непосредственным начальником Анненкова, переправиться на Западный фронт и сражаться атаман каждый раз уклонялся под разными предлогами. Однако, когда части Красной армии начали наступление на Семиречье, отряду все же пришлось вступить в бой с регулярными частями РККА. Потерпев поражение, партизаны-анненковцы начали непрерывное отступление, однако выдвинутый 29 февраля командованием Красной армии ультиматум о сдаче Анненков не принял. Приблизительно 16-19 марта отступающий отряд численностью в 5 тысяч человек подошел к границе Китая в районе перевала Сельке и расположился там лагерем. Он состоял из непосредственно полка Анненкова, или Атаманского, Оренбургского полка генерала Дутова, а также Егерского и Маньчжурского полков (в последнем служили жившие на территории России афганцы, киргизы и китайцы; по воспоминаниям местного населения, этот полк отличался особыми зверствами и жестокостью) при одной батарее и сапёрном дивизионе. Атаманский полк осуществлял прикрытие отступления отряда. Он же на месте производил суд над идущими на родину партизанами — их просто раздевали и расстреливали или сообщали вооруженным киргизам, что идёт такая-то партия и её надо уничтожить. Причем расправы проводились по приказу самого Анненкова, который объявил солдатам о том, что все желающие покинуть отряд могут спокойно это сделать.

## Инцидент
Вместе с отрядом к границе шли семьи некоторых офицеров (всего около 40 семей). Например, среди отступавших была семья заслуженного оренбуржца полковника Луговских, состоявшая из трёх дочерей и престарелой жены, жена есаула Мартемьянова, семья Асанова, жена и дочь вахмистра Петрова. Из-за разлада в отношениях с оренбуржцами и нехватки продовольствия атаман объявил, что его отряд могут покинуть женщины и дети (которых было особенно много среди дутовцев) и что в таком случае они должны в срочном порядке эвакуироваться в Китай. По свидетельствам сотника Ефремова собралась группа примерно в 50 человек. Сопровождать женщин и детей во время перехода в Китай вызвались несколько офицеров, также дутовцев, во главе с заслуженным военным — полковником Луговских.
В урочище Каганат на отряд напали казаки 1-й сотни Атаманского полка Анненкова во главе с сотником Васильевым (по одной из версий, казаков привлекло обилие женщин в отряде и то, что полковник Луговских вез с собой полковую кассу Оренбуржского полка). Из-за практически полной беззащитности перед вооруженными и озверевшими казаками нападение быстро переросло в расправу над оренбуржцами. По личному приказу Анненкова казаки должны были перебить всех сопровождающих отряд офицеров, а женщин отдать в распоряжение партизан. Вслед за убийством мужчин, сопровождавших группу, последовало массовое насилие. Все женщины, не исключая малолетних девочек, были изнасилованы, а затем изрублены в овраге. Спастись удалось лишь жене штабс-капитана Закржевского, которую пьяные казаки направили в соседний аул в качестве «подарка». Там её заметил офицер-оренбуржец Замятин и впоследствии спас. Анненковцы пустились за ними в погоню, но не сумели найти в темноте и упустили. Спаслась также дочь вахмистра Петрова, которой пьяные казаки уже отрубили руку и поэтому приняли ее за мертвую. Ей удалось выбраться из горы трупов и отправиться обратно в дутовский отряд.
По прибытии в отряд девочку тут же отвели в медицинский околоток и оказали первую помощь, после чего она рассказала о случившемся. На следующий день один из офицеров оренбургского отряда, капитан Федяй, пошел к атаману Анненкову, взяв с собой дочь вахмистра как доказательство, требовать выдачи преступников. Анненков выслушал Федяя и отпустил его, приказав «не болтать». Вслед за этим он вызвал одного из своих конвойцев и приказал ему ликвидировать девочку, что вскоре и было исполнено.

## Версии произошедшего

### Версия Анненкова
Из показаний атамана Анненкова, данных следствию во время Семипалатинского процесса в 1927 году: «Из-за трудностей с продовольствием при подходе к перевалу Сельке (я назвал его „Орлиное гнездо“) мною был отдан приказ коменданту лагеря полковнику Сергееву организовать эвакуацию всех этих людей. Наутро мне стало известно, что ночью семья Луговских была задержана офицером Васильевым, женщины изнасилованы и порублены. Я приказал тотчас же арестовать пост, произвести расследование. Во время ареста Васильеву удалось сбежать, остальных причастных к случившемуся доставили в лагерь. Как показало дознание, семьи Луговских и Мартемьянова не подчинились распоряжению коменданта и не явились вовремя на сборный пункт для эвакуации. Они пошли самостоятельно, в результате попали не в ту щель, которая вела в китайские пределы, а в ту, что шла в Советскую Россию. Здесь их задержал часовой, потребовавший вернуться обратно. Васильев и другие офицеры на посту оказались в нетрезвом состоянии, а потому между ними и полковником Луговских произошел резкий разговор c обоюдной стрельбой. Васильев застрелил полковника Луговских. После этого изнасиловали и изрубили семью Луговских и остальных. Только одна дочь вахмистра Петрова убежала. По моему приказу восемь человек, виновников случившегося, приговорили к расстрелу». Приведенная Анненковым версия о расправе над семьями своих же офицеров и других бойцов Оренбургской армии заметно отличается от свидетельств других очевидцев происшедшей в «Орлином гнезде» трагедии.
Об этой истории вспоминает и В. А. Гольцев в биографии атамана Анненкова. Апологетически настроенный к Анненкову, Гольцев гордо заявляет: «Ничто не помешало бы мне опустить отвратительный эпизод последних дней существования анненковской армии, если бы я хотел быть необъективным и говорить только о положительных событиях в ее истории. Но я не мог этого сделать и занялся ее исследованием. Однако отмечу, что выстроить четкое изложение трагедии мне не удалось, потому что все ее участники и жертвы рассказывают о ней по-разному, кроме того, они пользовались слухами и вымыслами, к которым настолько привыкли, что стали считать события в них действительно происходившими». Данное утверждение с трудом можно назвать объективным и достоверным, так как при сопоставлении нескольких свидетельств разных людей можно легко обнаружить, что расходятся они разве что с версией атамана Анненкова. Причем любопытно, что В. А. Гольцев по непонятным причинам в своём труде не упоминает о том, что эта версия принадлежит Анненкову. Более того, Гольцев косвенно обвиняет в случившейся трагедии самого полковника Луговских. Якобы полковник, встретив караул пьяных казаков, проявил «излишний гонор» и «вместо того, чтобы объясниться, он стал давить погоном и даже открыл стрельбу».

### Версия дутовцев
В истории сохранились показания вернувшихся из Джаркента жен дутовских офицеров Асанова и Остроумова, а также поручика Аристова, которые тоже эвакуировались (правда, в другой группе, отдельно от пострадавших), но им посчастливилось не попасть в руки к озверевшим казакам. По ним 21 марта Анненков отдал приказ семьям офицеров собраться у аула Канагата (где располагался его штаб и конвой) для движения через перевалы в Китай. По дороге к аулу семьи Асанова и Остроумова были остановлены маленьким (9 человек) эскадроном есаула Стародубцева, который не пустил их дальше, неопределенно заявив, что «там сегодня идет пьянка, страсти разгорелись…». На следующий день пришло известие о случившейся резне.
По описанию бывшего начальника агрономического отдела при штабе Семиреченской армии Замятина, тотальная пьянка шла в тот день в нескольких аулах, и в ней участвовал не только анненковский лейб-конвой, но и другие «партизаны» Анненкова и дружественные им местные жители. Замятину удалось спасти из рук озверевших казаков жену штабс-капитана Закржевского, которую в качестве добычи пересылали из аула в аул. Он также заявляет, что сам насчитал 32 трупа, но общее число жертв выше, потому что часть погибших была уже зарыта родственниками. Он также говорит, что у Луговского были взяты деньги Оренбургского полка.
В письме генерала Бакича, который был одним из руководителей Оренбуржского полка, к урумчийскому генерал-губернатору содержится фрагмент, в котором также упоминается о зверствах анненковцев и причастности к этому самого Анненкова: «Надеюсь, что Вам также небезызвестно поведение генерала Анненкова и его отряда во время нахождения последнего на перевале Чулак (Сельке). Там все офицеры и солдаты, пожелавшие по каким-либо причинам оставить его отряд, по приказанию генерала Анненкова раздевались почти донага и изгонялись из отряда — вдогонку же им высылались разъезды солдат или киргиз, вооруженные самим Анненковым, которые уничтожали несчастных. Полагаю, что Вам также известен неслыханный еще в истории случай, когда в отряде Анненкова на том же перевале Чулак около сорока семейств офицеров его же отряда и беженцев были безжалостно ограблены, женщины и девушки от 7 до 18 лет изнасилованы, а затем зарублены».
Воспоминаниями относительно этой трагедии делился и находившийся в Китае эмигрант-белогвардеец А. Новокрещенов: «С отрядом к границе шли семьи некоторых офицеров <…> Всем семьям атаман приказал эвакуироваться в Китай, а сам немедля отдал приказ 1-й сотне Атаманского полка, сотнику Васильеву отдать всех женщин в распоряжение партизан, а мужчин перебить. Как только стали приезжать семейства, то сотник Васильев задерживал их под разными предлогами и отправлял в обоз своей сотни, где уже были любители насилия: полковник Сергеев — начальник гарнизона Сергиополя, Шульга, Ганага и другие. Прибывших женщин раздевали, и они переходили в пьяные компании из рук в руки, и после их рубили в самых невероятных позах. Из этой клоаки удалось выбраться уже изнасилованной с отрубленной рукой дочери вахмистра, которая прибежала в отряд и все рассказала <…> В этой жуткой истории погибла вся семья Луговских, не пожалели 54-летней женщины и 14-летней девочки, не говоря уже про 17- и 19-летних девиц, которые были найдены с разбросанными по сторонам ногами и с жутким видом полового органа. Говорили, что эти девицы переходили целую ночь из рук в руки целого эскадрона и каждый получивший жертву после другого еще более измывался над несчастными. Жена помощника атамана Мартемьянова была найдена с распоротым животом и разодранными ногами. Вещей убитых не нашли, но, как говорили, в личном штабе атамана много серебра и золота с метками погибших».
Все приведенные выше версии можно считать достаточно достоверными, так как это свидетельства непосредственных участников или очевидцев тех событий, однако, их при этом можно назвать незаинтересованными, так как высказывавшиеся лица не представляют ни сторону атамана Анненкова, ни сторону советского обвинения, то есть возможное давление на них со стороны советских «органов» исключено.

## Последствия
Известия о кровавой расправе тут же достигли оренбуржцев. На следующее утро к Анненкову явился командир Оренбургского полка Н. Е. Завершинский и потребовал выдачи преступников, угрожая, в случае отказа, поднять полк. Из-за долгих отговорок, полковник Завершинский, по некоторым свидетельствам, стал угрожать атаману пистолетом. В конце концов, опасаясь столкновений внутри отряда между своими казаками и оренбуржцами, Анненков выдал на расправу шестерых человек, которых он представил как «главных зачинщиков». Причем есаул Васильев, бывший другом и любимцем Анненкова и возглавлявший расправу, при попустительстве атамана сумел бежать в Китай. Самосуд был очень жестоким, преступников казнили в течение двух часов на глазах всего Оренбургского полка. Многие дутовцы, зная Анненкова, не сомневались, что он не только был в курсе преступления, но и возглавлял его, желая таким извращенным образом отблагодарить своих солдат за верную службу. На следующий день оренбуржцы снялись с места, оставили анненковский отряд и переправились в Китай. После того, как сам Анненков в мае 1920 года со своими частями тоже переправился в Китай, многие оренбуржцы соглашались селиться только на расстоянии не менее 150 верст от ближайшего анненковца, чтобы не допустить какого-нибудь конфликта. В частности, об этом писал в письме урумчийскому генерал-губернатору один из самых заслуженных оренбуржских офицеров — генерал Бакич.

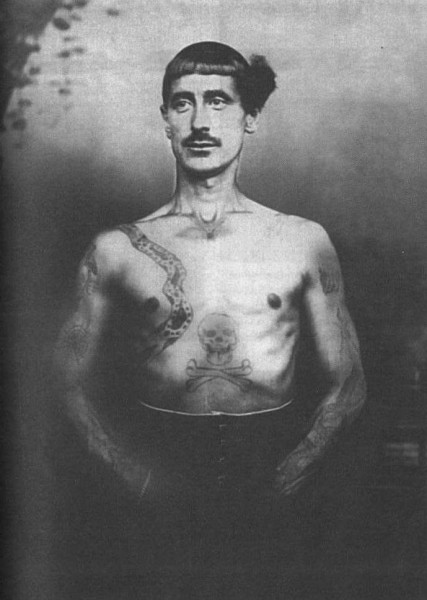
Анненков в период заключения в китайской тюрьме

Атаман с остатками отряда сначала базировался в Синьцзяне, а в августе 1920 года переместился в Урумчи, разместившись в бывших русских казачьих казармах. При этом, что характерно, русская колония Урумчи не встречала анненковцев при их вступлении в город, помня о чудовищных злодеяниях, совершённых ими на перевале Сельке. «Партизанам» же без особого на то разрешения запрещено было появляться в городе и иметь какое-либо общение с местной русской колонией. 7 апреля 1926 года Анненков был схвачен командующим 1-й Китайской народной армией маршалом Фэн Юйсяном (за крупное денежное вознаграждение) и передан чекистам. Через год, летом 1927 года на суде в Семипалатинске был вместе со своим заместителем Н. А. Денисовым приговорен к расстрелу. 

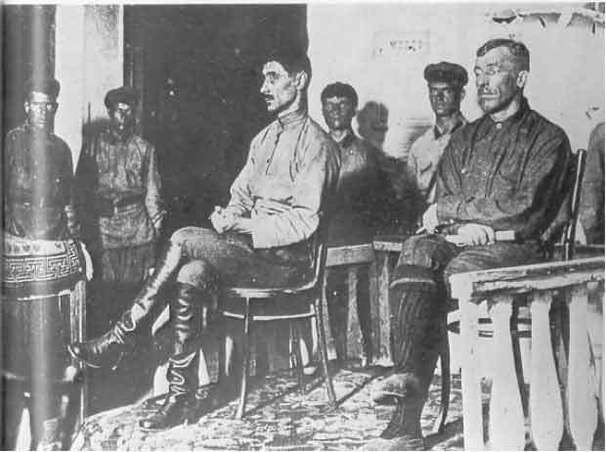
Б. В. Анненков (в центре на стуле) и Н. А. Денисов (крайний справа) на суде во время Семипалатинского процесса (1927 год)

 25 августа 1927 года в Семипалатинске приговор был исполнен.
Сотник Васильев, бежавший в Китай, был схвачен дутовцами и в марте 1921 года умер в тюрьме от голода.